# Theodor Boeyermans
Theodor Boeyermans (ou Boeijermans) (1620-1678) est un peintre Flamand connu pour ses tableaux d'histoire et portraits de groupe exécutés en style baroque dans la tradition de Pierre Paul Rubens et Antoine Van Dyck .

## Biographie
Anversois de naissance, Theodor Boeijermans a suivi sa mère à Eindhoven en 1634, à l’âge de 14 ans. Visitant Anvers plusieurs fois pour régler des affaires, il obtient en 1640 un permis de voyage à Anvers. Puis il semblerait qu’il ait entrepris un voyage en Italie. Il est de retour à Anvers en 1648.

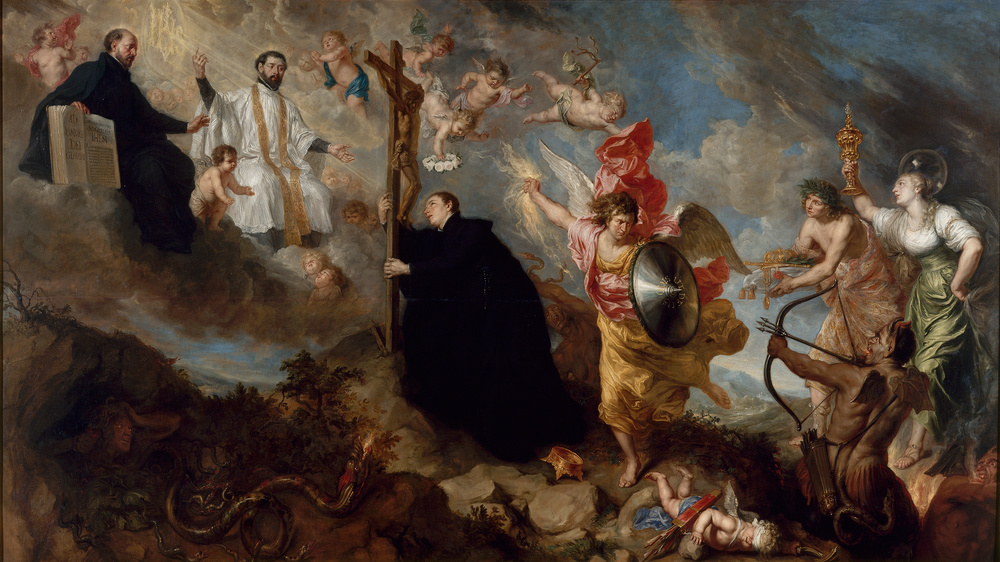
Les vœux de Louis de Gonzague, 1671
Musée d'arts de Nantes

On ne sait pas de qui il a reçu sa formation de peintre. Certains historiens ont suggéré une formation dans l'atelier de Van Dyck à Anvers. Il est devenu maître de la guilde de Saint-Luc d'Anvers le 17 mai 1654 alors qu'il était déjà âgé de 34 ans.

## Œuvres
L’influence de Van Dyck et Rubens est notable dans ses œuvres, mais il a préféré des couleurs plus sombres que ces deux artistes. Même au moment où un style plus expressif se développe à Anvers, Boeyermans a retenu une approche classiciste dans son œuvre. Au même temps, il a défendu le style plus émotionnel de van Dyck. Ses compositions montrent un sens d'équilibre et de repos et ses types faciaux représentent souvent un idéal élevé de beauté.
- Vœux de Saint Louis de Gonzague, 1671, huile sur toile, 323 × 568 cm, Musée des beaux-arts de Nantes[5]
- Extase de Sainte Rosalie de Palerme, huile sur toile, 230 × 166 cm, Musée des beaux-arts de Lille.